# ジョシュア・ブリランテ
ジョシュア・"ジョシュ"・ブリランテ（Joshua "Josh" Brillante, 1993年3月25日 - ）はオーストラリア・クイーンズランド州バンダバーグ出身のサッカー選手。メルボルン・ビクトリーFC所属。ポジションはディフェンダー、ミッドフィールダー。

## 経歴

### ゴールドコースト・ユナイテッド
2010年12月3日、ノースクイーンズランド・フューリーFC戦においてAリーグデビューを果たした。

### ニューカッスル・ジェッツ
2012年5月12日、ニューカッスル・ユナイテッド・ジェッツFCと契約したことが発表された。

### フィオレンティーナ
2014年7月15日、ACFフィオレンティーナ加入を決断したと報じられた。スタディオ・オリンピコ・ディ・ローマで行われた開幕戦のASローマ戦にてセリエAデビューを果たした。しかしヴィンチェンツォ・モンテッラ監督の下で出場機会に恵まれず、2015年1月23日にエンポリFCに期限付き移籍することが決定した。同年8月28日には、セリエBに昇格したカルチョ・コモにローンで加入した。

### シドニーFC
2016年7月12日、シドニーFCと3年契約を締結し母国へ復帰。2017-18シーズンにはAリーグの年間ベストイレブンに選出された。

### メルボルン・シティFC
2019年7月、メルボルン・シティFCへ移籍。

### クサンティFC
2020年9月、トニー・ポポヴィッチが監督を務めるギリシャのクサンティFCに移籍した。

## タイトル

### クラブ
ゴールドコースト
- ナショナル・ヤング・リーグ（英語版）: 2009-10, 2010-11

シドニーFC
- Aリーグ : 2016-17, 2017-18
- FFAカップ : 2017

### 個人
- FFA U-20年間最優秀選手（英語版） : 2013
- Aリーグ・ベストイレブン (MF) : 2017-18